# Asterophilia
Asterophilia är ett släkte av ringmaskar. Asterophilia ingår i familjen Polynoidae.
Kladogram enligt Catalogue of Life:
| Asterophilia | \| \| Asterophilia carlae \| \| \| \| \| \| Asterophilia culcitae \| \| \| \| |
|              | \| \| Asterophilia carlae \| \| \| \| \| \| Asterophilia culcitae \| \| \| \| |
|              | Asterophilia carlae                                                           |
|              |                                                                               |
|              | Asterophilia culcitae                                                         |
|              |                                                                               |